# Crkva sv. Prokopija u Rajevom Selu
Crkva svetog Prokopija u Rajevom Selu u Hrvatskoj je pravoslavna crkva, u sastavu Osječkopoljske i baranjske eparhije Srpske pravoslavne crkve, a koja je posvećena blagdanu svetog Prokopija. Crkva je središnja crkva za pravoslavce u Rajevom Selu i cijeloj Cvelferiji.

## Izgradnja
Crkva je izgrađena 1887. godine i posvećena svetom velikomučeniku Prokopiju. Slava crkve je 21. srpnja.

## Poplave i obnova
Tijekom poplava 2014. godine, stradala je i pravoslavna crkva u Rajevom Selu. U nekoliko navrata je došlo i do skrnavljenja crkve grafitima koji potiču na međunacionalnu mržnju. Crkva nije bila uključena u proces obnove Republike Hrvatske sve do 2017. godine. Obnova je započela u jesen 2017. godine zahvaljujući Ministarstvu regionalnog razvoja i EU fondova, a početkom 2018. godine završen je veći dio posla, te su se stekli uvjeti za obavljanje bogosluženja. Za 2018. godinu planiran je nastavak obnove, prvenstveno tornja.